# Daniel Guebel
Daniel Guebel (Buenos Aires, 20 de agosto de 1956) es un escritor, periodista y guionista argentino.

## Trayectoria literaria
Daniel Guebel nació el 20 de agosto de 1956 en la ciudad de Buenos Aires, Argentina. Publicó su primer libro, titulado Arnulfo o los infortunios de un príncipe, en 1987, a los treinta y un años. Su segunda novela, La perla del emperador, ganó los Premios Emecé y el Segundo Municipal de Literatura. Ha escrito más de veinte libros, entre los que se cuentan cuentos, novelas y obras teatrales.
En 1997 su guion Tesoro mío obtuvo el premio al Mejor Guion para Telefilm del Instituto Nacional de Cine Argentino; al igual que también escribió el guion basado en la novela Sudeste de Haroldo Conti, cuya película fue estrenada en 2003. Es coautor del guion de su propia novela, La vida por Perón, estrenada en 2005.
Actualmente trabaja como editor de libros de investigación periodística y dicta talleres literarios.

## Estilo
Sus novelas abarcan la fantasía y, sin embargo, son rígidamente planeadas. Sus temas recurrentes son las meditaciones metaliterarias, la disolución del yo, las conspiraciones, los mecanismos narrativos y los experimentos fallidos. Guebel ha dicho que una de las constantes de su literatura «es el enfrentamiento entre una voluntad singular que pretende una transformación de las coordenadas de lo existente (el mundo, la política, el universo entero), y solo consigue resultados catastróficos».
Sus obras son conceptuales, y no se pueden despegar de las formas literarias antiguas. Es más: su estrategia es renovar o reinventar la novela de relatos disímiles, como Las mil y una noches, de manera que el resultado parezca una «escultura informe». Como dice Guebel: «Yo estoy trabajando una literatura que tiende a lo informe, a la escritura de textos como esculturas abstractas».
Las novelas de Guebel son impredecibles, peregrinas: una narración amorosa (el amor es una maquinaria narrativa muy potente según Guebel) deriva en una novela de viajes o una fantástica o una de ciencia ficción. Al respecto, comentó: «Tengo un cierto nivel de predeterminación, pero al mismo tiempo mis textos me parecen más aleatorios».

## Obra

### Novelas
- 1987: Arnulfo o Los infortunios de un príncipe
- 1990: La perla del emperador
- 1992: Los elementales
- 1994: Matilde
- 1994: Cuerpo cristiano
- 1998: El terrorista
- 2000: Nina
- 2001: El perseguido
- 2004: La vida por Perón
- 2005: Carrera y Fracassi
- 2006: El día feliz de Charlie Feiling (en colaboración con Sergio Bizzio)
- 2007: Derrumbe
- 2009: Mis escritores muertos
- 2009: El caso Voynich
- 2010: Ella
- 2015: Las mujeres que amé
- 2016: El absoluto
- 2018: El hijo judío
- 2019: Enana blanca
- 2020: Un crimen japonés
- 2022: El sacrificio
- 2023: El rey y el filósofo
- 2024: La mujer del malón

### Cuentos
- 1992: El ser querido
- 2008: Los padres de Sherezade
- 2012: La carne de Evita
- 2013: Genios destrozados (Vida de artistas)
- 2014: El ser querido y nuevos cuentos: Hijos del sol (Genios destrozados tomo II)
- 2018 Tres visiones de Las mil y una noches

### Obras teatrales
- 1994: Dos obras ordinarias (en colaboración con Sergio Bizzio)
- 1999: Adiós Mein Führer
- 2009: Tres obras para desesperar (Matrimonio, Pobre Cristo, Tres cirujas)
- 2012: La patria peronista y El libro negro (incluidas en La carne de Evita)
- 2015: Padre. Seguido de dos obras inconclusas y dos charlas sobre teatro
- 2015: Pornografía sentimental
- 2016: La china (en colaboración con Sergio Bizzio)

### Guiones
- 1999: Tesoro mío
- 2002: Espléndida decadencia (documental sobre su obra dirigido por Eduardo Montes Bradley y Analía Vignolles)
- 2003: Sudeste (basado en la novela homónima de Haroldo Conti)
- 2005: La vida por Perón (en colaboración con Sergio Bellotti y Luis Ziembrowski)[4]

### Ensayo
- 2021: Un resplandor inicial

## Premios
- 1990: Premio Emecé de novela por La perla del emperador
- 1990: Segundo Premio Municipal de Literatura por La perla del emperador
- 2017: Premio Literario Academia Argentina de Letras «Género Narrativa (2014-2016)» por El absoluto
- 2018: Premio Nacional de Literatura, categoría Novela, por El absoluto
- 2019: Premio de la Crítica de la Feria del Libro de Buenos Aires por El hijo judío
- 2024ː Premio Konex de Platino 2024 Letras - Novelaː Período 2018-2020. Diploma al mérito.[5]